# Viens
Viens ist eine südfranzösische Gemeinde im Département Vaucluse in der Region Provence-Alpes-Côte d’Azur. Sie gehört zum Kanton Apt im Arrondissement Apt.
Der Ort liegt inmitten des Regionalen Naturparks Luberon. Die erstmalige Erwähnung geht auf über eintausend Jahre zurück. Der alte Dorfkern, auf einer Felskuppe über dem Tal des Coulon gelegen, trägt noch komplett mittelalterliche Züge: Häuser aus Naturstein, jahrhundertealte Tordurchgänge, kleine begrünte Innenhöfe, enge Gassen, die sich immer wieder zu kleinen Terrassen öffnen, um den Blick auf den Luberon und die Montagne de Lure freizugeben. Durch strenge Bauvorschriften ist es gelungen, historische Gebäude zu erhalten und Baumaßnahmen zu unterbinden, die den ursprünglichen Charakter zerstören würden. Dadurch konnte in dieser Region kein Massentourismus entstehen. Viens verfügt hingegen über ein Angebot an Ferienwohnungen, das überwiegend Familien mit Kindern ansprechen soll.
Viens zählt 624 Einwohner (Stand 1. Januar 2022), davon etwa die Hälfte auf 21 ausländische Nationalitäten verteilt. Außerhalb des Dorfkerns entstanden in den letzten Jahren kleine Viertel mit landestypischen Villen, die überwiegend als Zweitwohnsitz von Franzosen aus Marseille, Lyon, Paris sowie vielen Deutschen genutzt werden. Auch viele Künstler haben sich in Viens und Umgebung niedergelassen. 
Im Ort befindet sich die überregional bekannte Imkerei Bresc, deren Honig bis in die USA exportiert wird. 
Vier Kilometer von Viens entfernt befindet sich ein ehemaliges Kloster, in dem heute das Hotel St. Paul untergebracht ist. 
In der Kapelle St. Ferreol aus dem 16. Jahrhundert finden in den Sommermonaten regelmäßige Kunstausstellungen und Konzerte statt.